# Vescelia infumata
Vescelia infumata är en insektsart som beskrevs av Carl Stål 1877. Vescelia infumata ingår i släktet Vescelia och familjen syrsor. Inga underarter finns listade i Catalogue of Life.